# 方城炭鉱
方城炭鉱（ほうじょうたんこう）は、福岡県田川郡方城町（現：福智町）に1902年から1964年まで存在した炭鉱である。
1914年（大正3年）に日本最大の炭鉱爆発事故が発生した。

## 開鉱
筑豊炭田の三菱合資会社、後の三菱鉱業（現在の三菱マテリアル）は、1896年（明治29年）に炭層調査を開始し、1902年（明治35年）当時辺鄙な農村地帯であった田川郡方城村で縦坑建設に着手。三菱方城炭鉱は、1908年（明治41年）第二坑を完工し同社主力鉱として開鉱した。1910年（明治43年）第一坑が完成。当時最新式の直下型縦坑方式を採用し、昇降機で縦坑を深さ270メートルまで降りたあと、横向きの坑道に入る構造であった。炭鉱は1908年（明治41年）に12万トン、5年後の1913年（大正2年）には26万トンを出炭し、急激に躍進をとげてゆく。鉱山には赤レンガの煙突や昇降機用の21メートルの巨大な鉄塔がそびえたち、炭都筑豊の新しい名所となった。のどかだった方城村も様相を変え、労働者と家族が暮らす炭鉱長屋が立ち並び、最寄りの金田駅前には盛り場や映画館もでき、好景気に沸く炭鉱町となった。

## 方城大非常
当時は炭鉱事故を「非常」と呼称し、「大非常」とは大事故を指す。
大非常が起きたのは、開鉱から6年後の1914年（大正3年）12月15日、みぞれが降る寒い朝であった。9時40分に地底から大音響が響き、昇降機が鉄塔の上まで吹き飛ばされ、坑内から噴きあげた爆煙が真っ黒なキノコ雲となり、立ち昇って空を覆った。この爆発は非常に大きなもので、当時の証言や新聞記事では「雷が地底から吹き上げた様な」「巨砲十数門を一度に発射した如き轟音」「8キロメートル四方まで爆音が響いた」「近隣の窓ガラスは衝撃波でことごとく割れ、坑口から数百メートル以内の人が爆風でなぎ倒された」などと綴られ、大非常の凄まじさを伝えている。この爆発の衝撃で、彦山川の対岸にあった三菱金田炭鉱で落盤が発生し、1人が死亡、1人が重傷を負った。
坑長の吉澤一磨は、対策本部を設置し事態収拾にあたった。まず坑内の消火のため排気口を封鎖し、鎮火後に送風機を運転して坑内の排煙作業を行った。黒煙が薄れたのは爆発から5時間が経過した14時半頃である。その間、吹き飛んだ昇降機が緊急修理された。
当時、坑内作業は12時間毎の2交代制で、非番の坑夫が救援作業に招集された。坑内は「後ガス」「シビレガス」等とよばれる一酸化炭素が充満して危険な状態であった。当時は酸素マスクがなく、ガスを中和すると信じられていた夏ミカンが近隣の商店や農家から大量に集められ、半分に割って次々と坑内へ投下された。真っ先に坑内に降りる決死隊を募ったところ、数十人が名乗り出て、選抜された9人は13時、夏ミカンを口に当てながらいまだ薄煙を吐く坑口から降りていった。しかし充満するガスで9人はまもなく窒息、地上に引き揚げられて手当てを受けるが、そのうち5人が死亡した。
14時半頃には第二次救援隊が送り込まれるが、縦坑の破損がひどく昇降機が途中で停止。救援隊は一旦地上に出て、補修資材や梯子を持って再度降下、必死の坑道修理を行って夜には坑底に到達した。続いて吉澤をはじめ技師や医師が入坑したが、坑道には横転した炭車や鉄のレール、坑木などが爆風で散乱する惨状であった。障害物やガスで一行は前進不能となり、吉澤がガスを吸って意識不明となったため捜索は中断、一行は後退した。
翌17日早朝、新たに180人以上の救援隊が組織されて大規模な救援活動が試みられるが、坑道の破壊が著しく、坑道補修の資材搬入すら困難な状態であった。また落盤で通気口が塞がれ、坑内に充満した一酸化炭素により、早期救援による生存者救出は絶望的となった。
三菱炭鉱が公式発表した大非常の死者は671人である。そのうち131人が女性で、11歳から18歳の若年者は71人（男44人・女27人）いた。また4人は救援隊で、当時の入坑者688人のうち死者は667人、生存者は21人であり、死亡率は坑内にいた者全体の97%に達し、本件事故は今なお2位以下を大きく引き離す日本最悪の炭鉱爆発事故となっている。
当時の炭鉱作業員は炭鉱の被雇用者ではなく、「納屋」と称する多数の鉱山周辺の派遣企業に所属していた。公式死亡者数は納屋から提出された名簿を基にしているが、名簿から漏れた者も多かった上、名簿そのものを提出しない中小の納屋もあったため、当時の新聞記事では推定死者数が655人から800人まで幅があり、また地元では死者は1000人を超えていると噂された。親子兄弟の労働者も多く一家全滅が22名、また孤児784名と、扶養者を失った老人51名を生み出した。一方、石炭運搬用の馬11頭も犠牲となった。遺体捜索は年が明けてなおも続いた。遺体は8体ずつ昇降機で引き上げられ、急造の火葬場には幅2メートルほどの細長い溝が掘られて4本のレールを渡した上に棺を乗せ、石炭で火葬にした。
事故翌年、付近の神社に三菱炭鉱が慰霊碑を設置した。碑の表には「招魂碑」、裏には671人の犠牲者を記念する碑文の後に「一坑二坑役夫約三千人」と刻まれている。近隣の福圓寺では、毎年遭難者の法要が行われるようになった。

### 事故原因
1915年（大正4年）に三菱が作成した「方城炭坑爆発調査報告」では、爆発原因は不明とされている。しかし2000年（平成12年）に北九州市の古書店で、福岡鉱務署の技師であった目黒末之丞が作成した(『方城炭坑瓦斯爆發調査復命書』)なる資料が発見された。同資料によると、爆発地点と思われる場所を中心に死亡者の持っていた坑内用の安全ランプを回収して詳細に調査した結果、ホヤの内側に石炭粉が侵入したものが発見された。目黒技師はこのランプを爆発の火源と断定し「だれかが通気扉を開け放しにしたために換気のための通風系路が変わり、しだいに現場にメタンガスや炭塵が滞留し、気密に不良のあったランプの火が引火して大惨事をまねいた」ものと結論している。

### 勅使派遣
事故の情報は、当日のうちに大正天皇の耳に達した。そして急遽、天皇の代理たる勅使派遣が決定された。侍従の澤宣元男爵が勅使に任命され、勅使来村は12月22日と伝えられた。この知らせが新聞で報じられると、炭鉱のみならず方城村全体が緊張に包まれた。三菱合資会社会長の岩崎久彌は東京本社から方城に向かい、現場で奉迎準備を陣頭指揮した。炭鉱や坑夫長屋では大掃除が行われ、道路は徹底した清掃が行われた。聖旨伝達の会場に指定された伊方尋常小学校の校舎前には白砂をまき、勅使の通路には布が敷かれた。
勅使一行は12月21日朝に列車で東京駅を出発、およそ30時間をかけ船と汽車を乗り継ぎ、翌22日午後2時に最寄の金田駅に到着した。当日は雨の中、筑豊地方の各町長や村長、議員らが駅頭で一行を出迎えた。道路沿いには児童生徒およそ1000人が傘もささずに並び、教師の「最敬礼！」の号令で一行の車に頭をさげた。伊方小に到着した澤勅使は、講堂で御救恤金（見舞金）を県知事に手渡し「このたびの非常は、お国のために戦って戦死したのと同じである」との聖旨が伝えられた。下賜された御救恤金の2千円や義捐金は分配され、遺族の手に渡された。行列した1千人あまりの児童には、鉛筆1本ずつが下賜されたと伝えられる。

## その後
方城大非常と同年に勃発した第一次世界大戦は、石炭価格の上昇をもたらし、筑豊地方に戦争景気をもたらした。その後方城炭鉱も1915年（大正4年）5月から一部稼動を再開し、活気を取り戻してゆく。筑豊は全国出炭量の半分を占めるまでに発展し、戦後まで長く日本経済を支えた。
しかし、昭和30年代後半から産業用のエネルギーが石炭から石油に転換し筑豊の炭鉱は次々と閉鎖されていった。方城炭鉱も1962年（昭和37年）に閉山され、人員整理し別会社として存続をはかるが、1964年（昭和39年）には再び閉山を余儀なくされている。基幹産業の消滅で地域の雇用は失われ、人口の半数以上が他地域へ転出、筑豊には多くのボタ山だけが残された。税収の8割以上が失われた方城町は厳しい財政状況へと追い込まれ、準用財政再建団体に転落。2006年に周辺自治体と合併して福智町となり消滅した。
閉山後の方城炭鉱跡は、現在は九州日立マクセルの工場となっている。敷地内には炭鉱の遺構の一部が保存され、許可を得れば見学も可能である。近隣の寺院には現在も事故遭難者の墓が残るが、既に100年以上が経過し、福圓寺の法要に列席する遺族や関係者の数は年々減り続けている。三菱が慰霊碑を設置した神社もその後廃絶し、現在は跡地に慰霊碑だけが残る。
事故当時、孤児となった子供らに対して、住民が食材を持ち寄ってすいとんの炊き出しを行ったという。2010年代に入り、郷土料理「方城すいとん」として復刻され、福智町主導でPR活動が行われている。各地のご当地グルメイベントへの出店のほか、大非常から100年の節目である2014年以降は、毎年事故のあった12月15日に町内の小中学校の給食で供されている。

## 関連文献
- 織井青吾『方城大非常』朝日新聞社、1979年。ASIN B000J8CW54。doi:10.11501/12057129。全国書誌番号:80005609。
- 鹿田則光「方城炭鉱ガス爆発事故遭難記」『エネルギー史研究 : 石炭を中心として』第16巻、九州大学石炭研究資料センター、2001年3月、187-189頁、CRID 1390572174716582912、doi:10.15017/13772、hdl:2324/13772、ISSN 0286-2050、2023年10月5日閲覧。